# Президент Того
Президент Республіки Того — голова держави Того. Посада була запроваджена з проголошенням незалежності Того 27 квітня 1960 р. Президент Того з самого початку і досі є фактичним керівником цієї держави. Згідно з конституцією 1961 р. він був одночасно і головою держави, і уряду. Спочатку президент Того мав обиратися на всенародних виборах строком на 7 років, але зміни до конституції в 1963 р. скоротили цей термін до 5 років.
Нова конституція 1980 р. знову збільшила один президентський термін до 7 років. Конституція 1992 р. знову скоротила президентський термін до 5 років. Лише у 1991 р. була запроваджена посада прем'єр-міністра Того, який підпорядкований президенту Того.

## Перелік президентів Того
- Сільванус Олімпіо — 1960—1963
- Еммануель Боджоле — 13-15 січня 1963
- Ніколас Грюніцкій — 1963—1967
- Клебер Даджо — 14 січня — 14 квітня 1967
- Еядема Гнассінгбе — 1967—2005
- Абасс Бонфон — 25 лютого — 4 травня 2005 (в.о.)
- Фор Гнассінгбе — 4 травня 2005 — і зараз